# Estrada Parque Centro de Atividades (DF-006)
A Estrada Parque Centro de Atividades (EPCA) ou DF-006 é uma rodovia radial do Distrito Federal, no Brasil.
A via fica no Lago Norte e tem cerca de dois quilômetros, ligando a Estrada Parque Torto (EPTT) à Estrada Parque Paranoá (EPPR) . Tem duas faixas em cada sentido, separadas por um canteiro. A via atravessa um trecho do Setor de Habitações Individuais Norte e dá acesso aos Centros de Atividades que dão nome à estrada parque.
É uma das várias estradas parques - tradução literal das vias americanas chamadas parkway - de Brasília, cuja ideia veio de Lúcio Costa para serem vias de trânsito rápido, sem interrupções e com uma paisagem bucólica, diferente das caóticas rodovias tradicionais, o que acabou se perdendo com o tempo.